# Pertusaria heterochroa
Pertusaria heterochroa är en lavart som först beskrevs av Johannes Müller Argoviensis, och fick sitt nu gällande namn av Erichsen. Pertusaria heterochroa ingår i släktet Pertusaria och familjen Pertusariaceae.   Inga underarter finns listade i Catalogue of Life.